# سرخس‌های ماراتیا
سرخس‌های ماراتیا (نام علمی: Marattiaceae) نام یک تیره از رده رده دم‌اسبی است.